# 海心沙 (天河区)
海心沙是位於广州市珠江內的一个江心沙洲，总面积17.5万平方米，东西尖、中间宽，呈橄榄状，西临二沙島，南与广州塔隔江相望，北接珠江新城，是广州新中轴线节点，因作为第16届亚洲运动会开闭幕式举办地而知名。

## 历史
海心沙形成于20世纪之后，原为广州猎德村所有的一个潮汐滩涂小岛，只有低潮时土地才露出水面，1952年土地改革运动后，此时面积约120亩的海心沙被划归广州园艺场。1958年，猎德村将珠江边的龙母宫围、联合围700亩土地划出换回海心沙。1976年，海心沙由广州港务局征用，随后又作为中国人民解放军广州军区联勤部部队仓库营区。1988年，海心沙西端曾建有鞋厂，直至2000年底因城市规划需要搬迁。此时的海心沙因泥沙堆积和人工造陆，面积比初时扩大了一倍。
2006年由广州市政府收回，并于2009年10月开始进行改造。2010年11月12日晚，第16届亚洲运动会开幕式在这里举行，亦為闭幕式场地。珠江新城自動輸送系統建成后，2011年2月24日在海心沙設海心沙站。
亚运会后，海心沙被改建成亚运主题公园，自2011年1月1日对外开放，开放时间为每天上午9点至晚上10点，门票为白天20元、晚间30元，并于2012年9月30日起免费向市民开放，2014年，广州市规委会正式审议通过海心沙改造规划，原有亚运主看台将保留利用，尚未对外开放的海心沙东区建筑则将拆除重建，增加商业配套和停车设施，东区改建的英迪格酒店于2023年中开业。海心沙近年来亦作为广州大型活动的热门举办地点，如广州国际花卉艺术节、广州国际灯光节等。

## 海心沙亚运公园
又称海心沙广场，是原第16届亚洲运动会开幕式开闭幕式场地保留改建而成，东西向长987米，南北向宽239米，由广州市城市建设投资集团负责运营，其中，露天的中心舞台被用作举办各种活动、文艺演出及音乐会的大型场地，看台设有54,445个座位。

## 图集

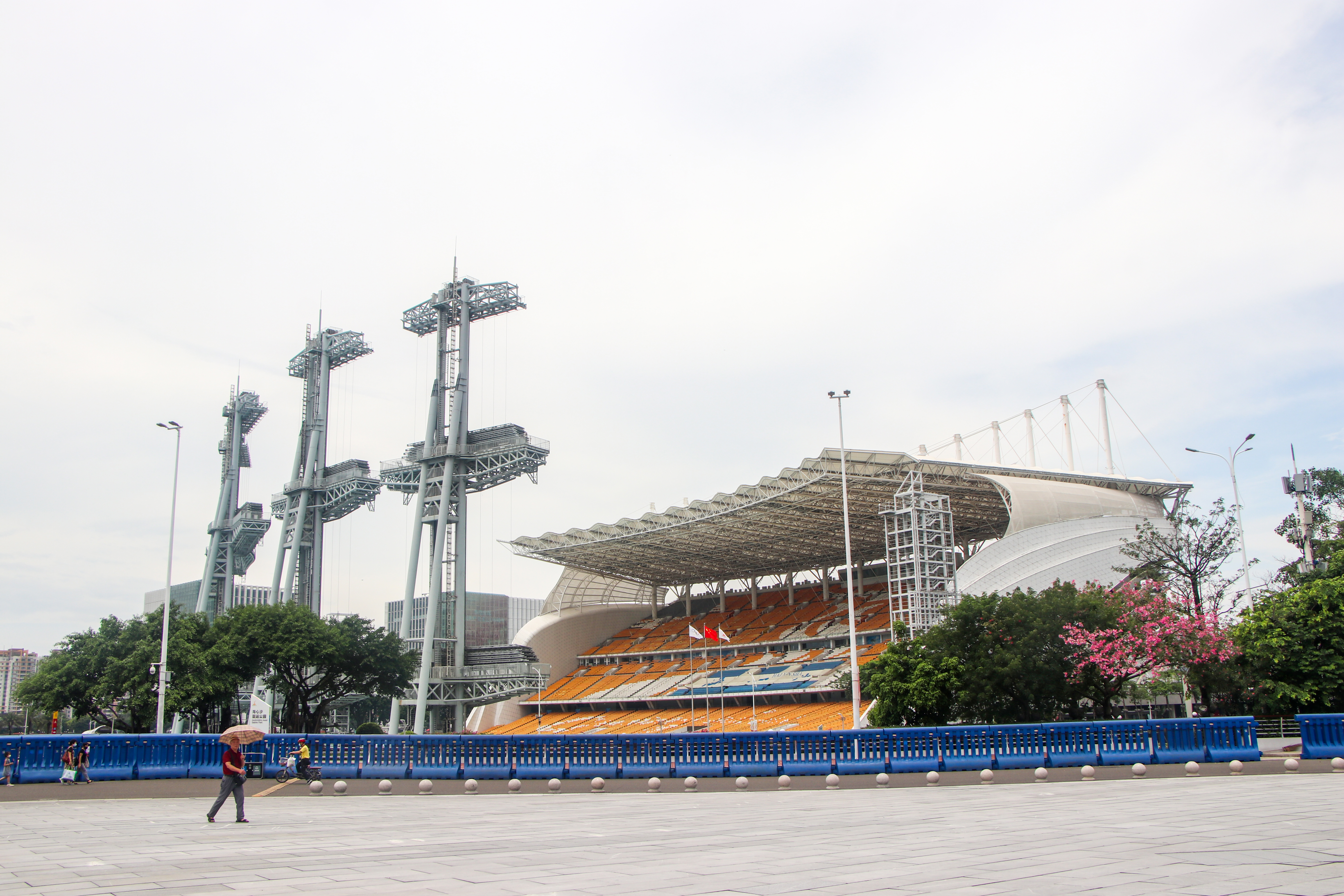
海心沙广场
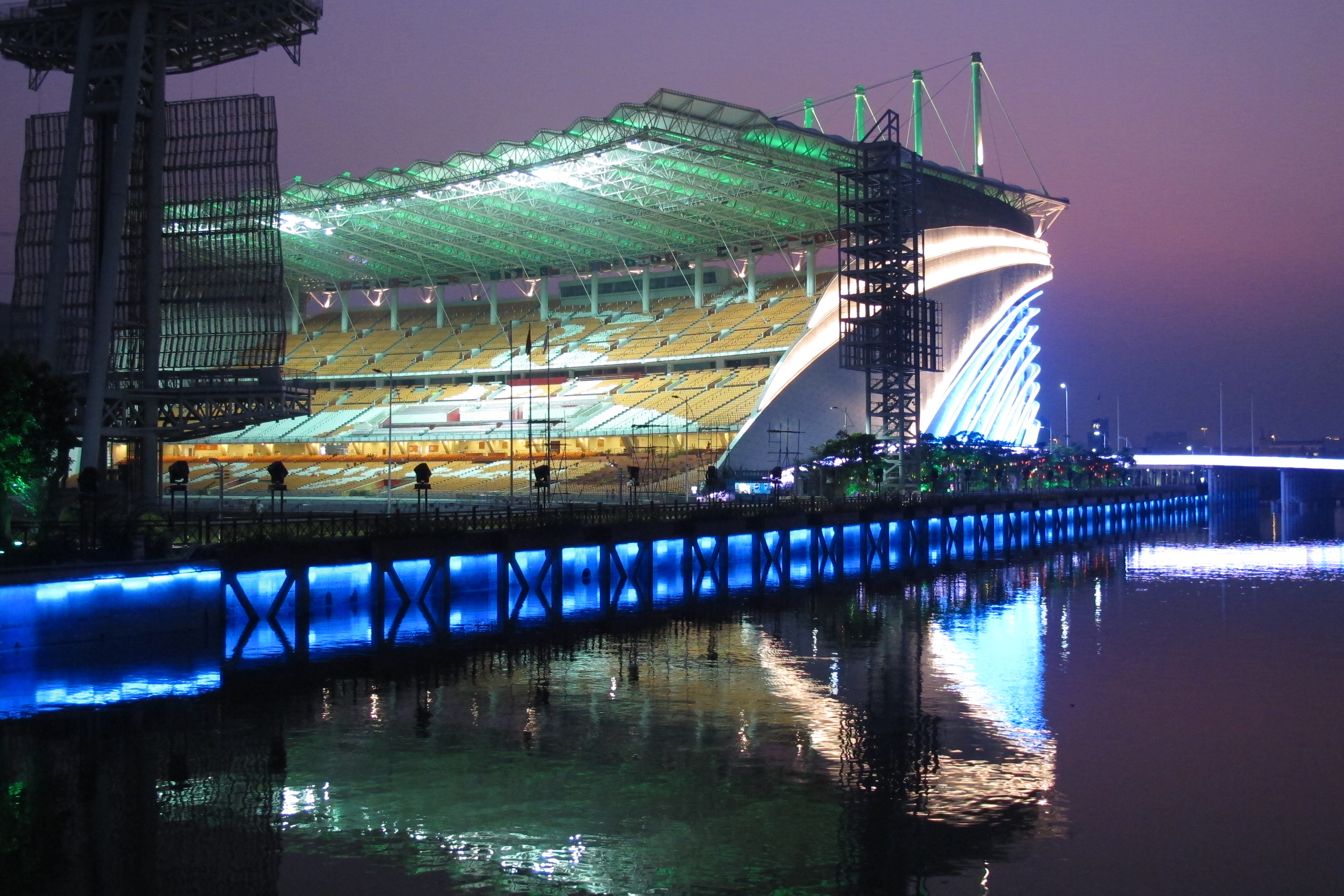
海心沙广场看台夜景
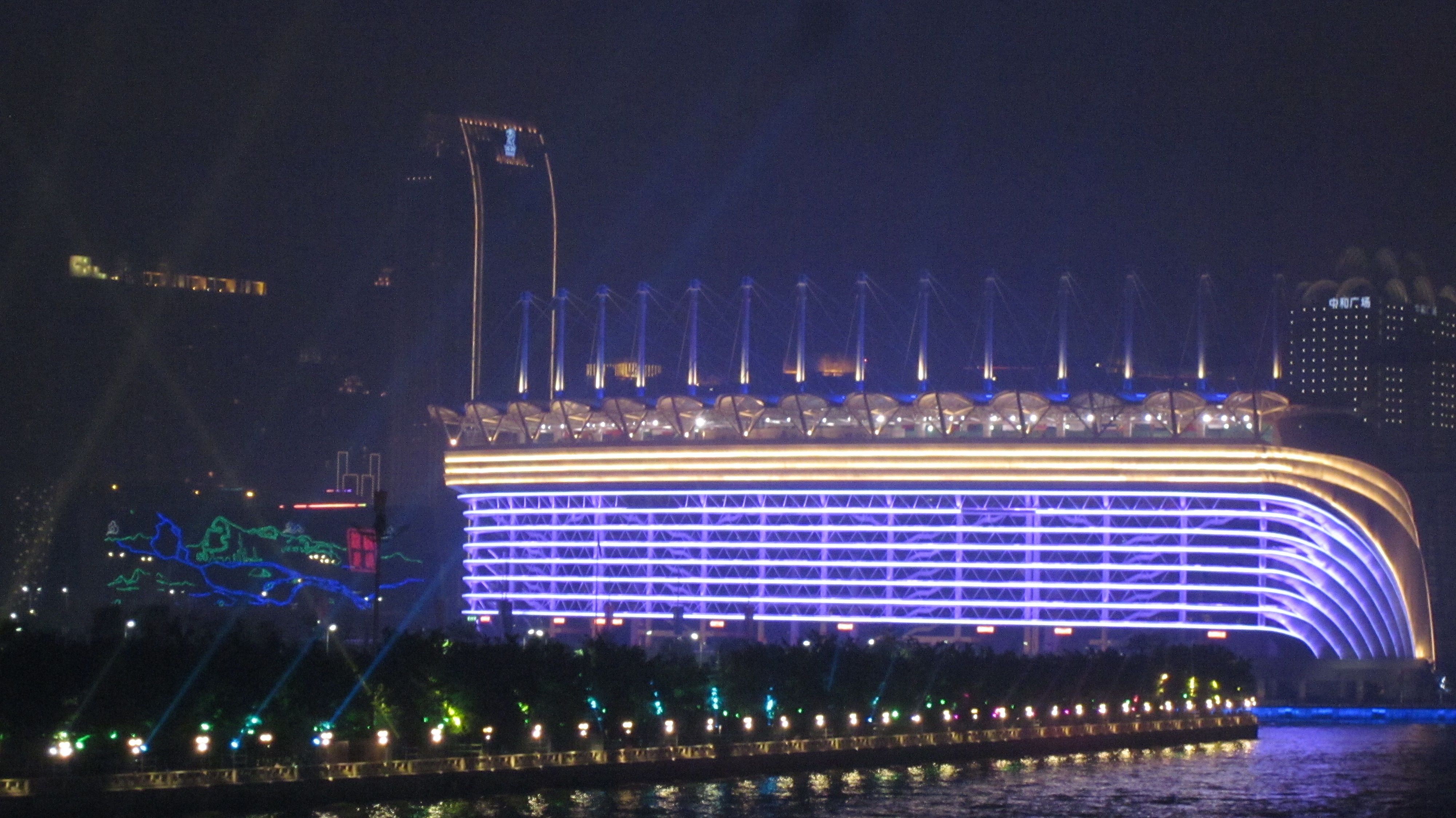
海心沙广场看台夜景
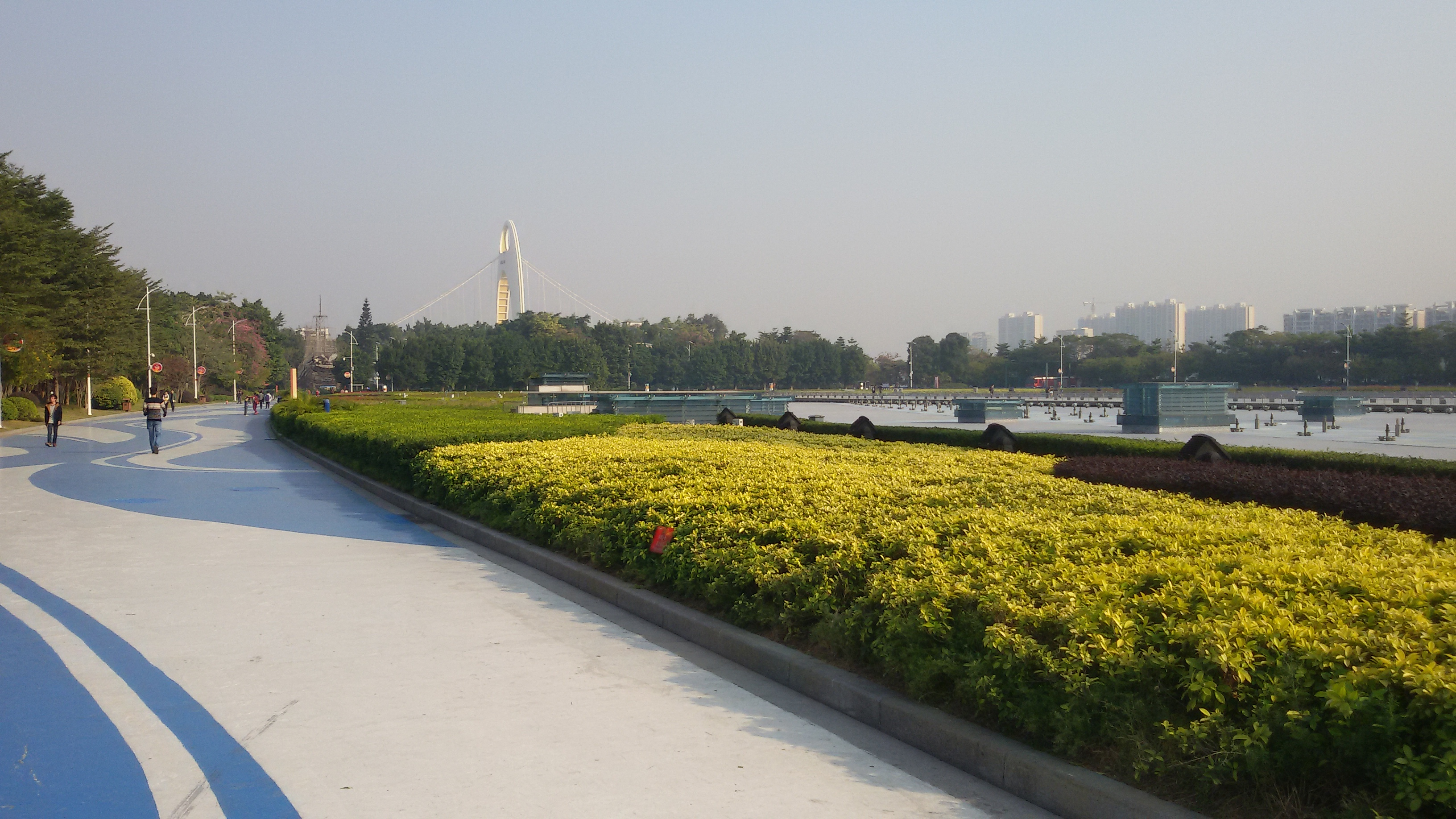
海心沙广场一角
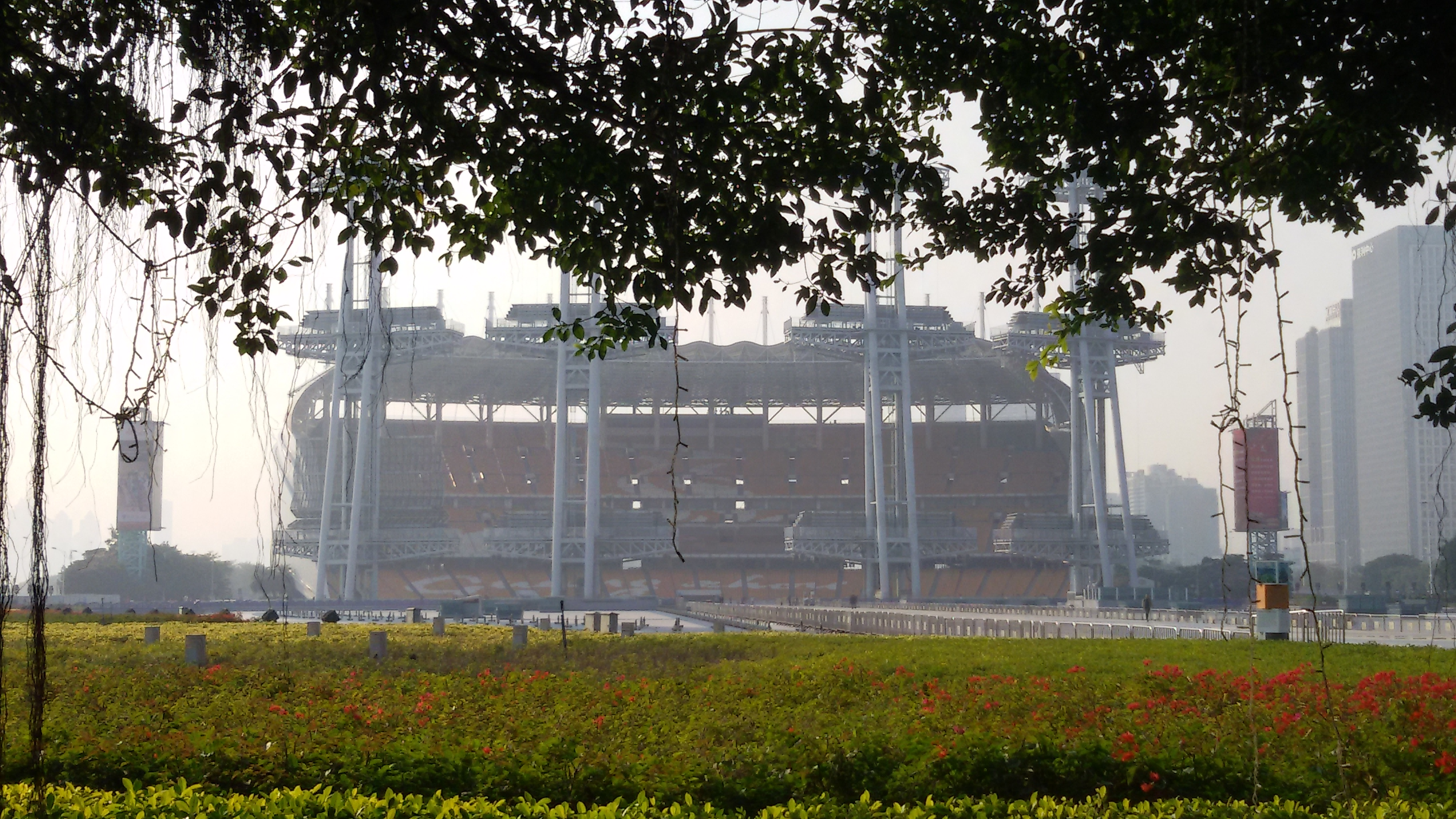
海心沙广场一角
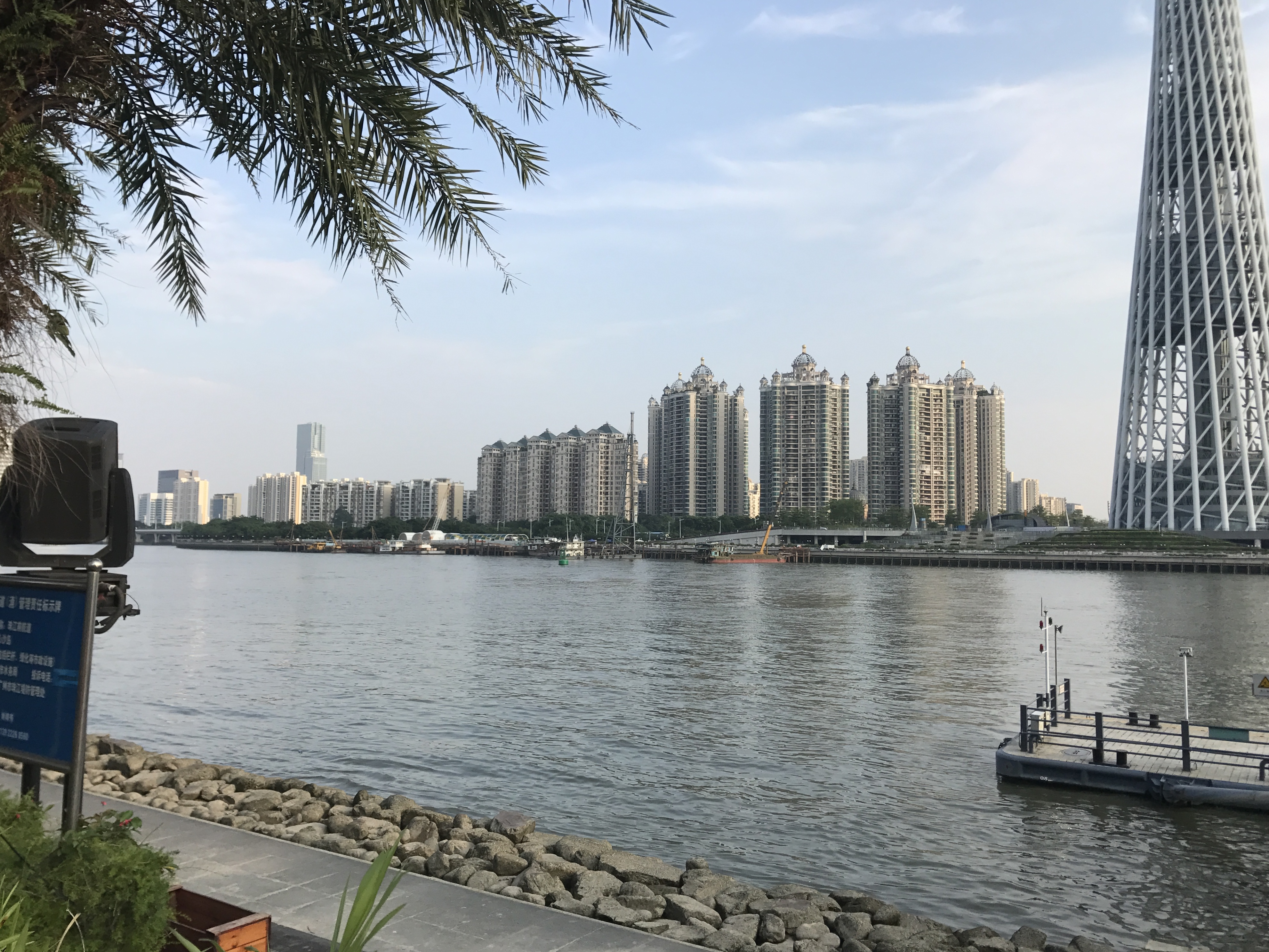
海心沙南岸
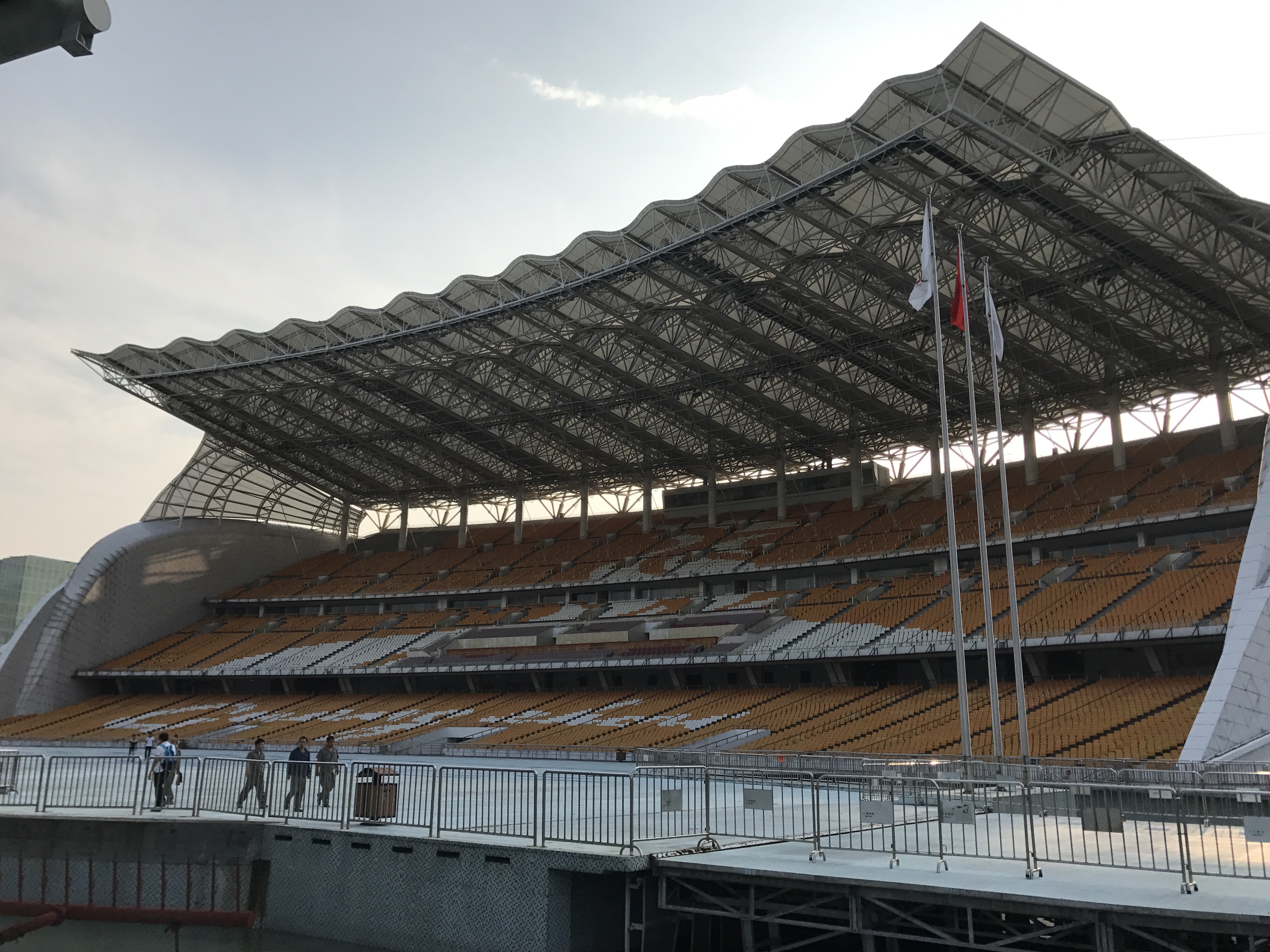
海心沙广场看台
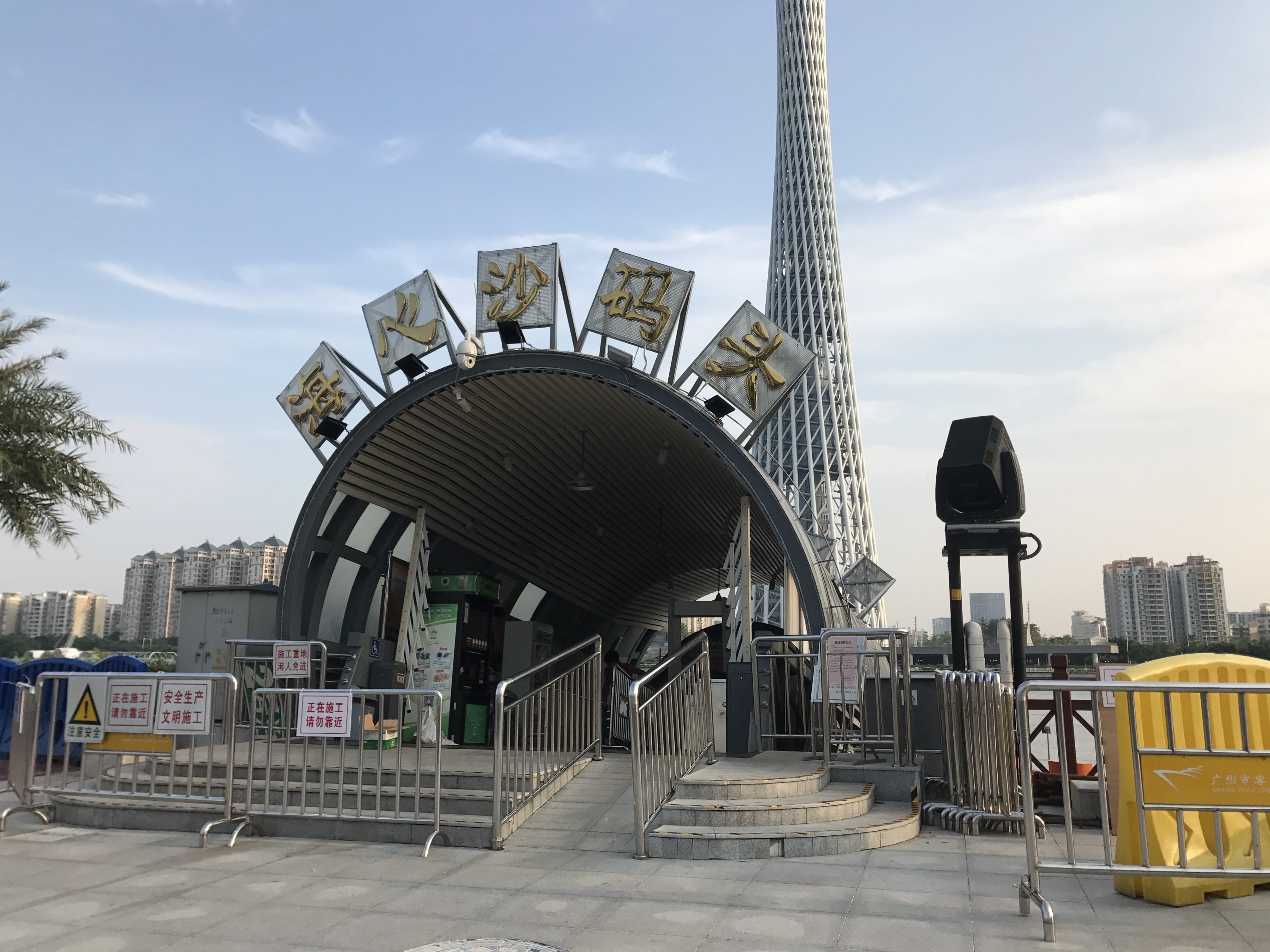
海心沙码头

## 公共交通
- 珠江新城旅客自动输送系统海心沙站